# Perris
Perris è una città degli Stati Uniti d'America situata nella Contea di Riverside, nello Stato della California.

## Infrastrutture e trasporti
La città è servita dalla linea 91 del servizio ferroviario suburbano Metrolink.